# زاندر كانون
زاندر كانون (بالإنجليزية: Zander Cannon)‏ هو فنان قصص مصورة أمريكي، ولد في 1 نوفمبر 1972 في بوسطن في الولايات المتحدة.